# Oscar Brown
Oscar Mario Brown Jiménez (ur. 6 sierpnia 1937 w Panamie) – panamski duchowny katolicki, biskup pomocniczy Panamy  w latach 1985-1994 i biskup diecezjalny Santiago de Veraguas  w latach 1994-2013. Od 2013 biskup senior Santiago de Veraguas. 

## Życiorys
Święcenia kapłańskie otrzymał 20 stycznia 1974.
30 grudnia 1985 papież Jan Paweł II mianował go biskupem pomocniczym Panamy ze stolicą tytularną  Scilium. 22 lutego 1986 z rąk arcybiskupa Marcosa McGratha przyjął sakrę biskupią. 17 grudnia 1994 papież mianował go biskupem diecezjalnym Santiago de Veraguas. 30 kwietnia 2013 ze względu na wiek złożył rezygnację z zajmowanej funkcji.